# Botnfjellet
Botnfjellet är ett berg i Antarktis. Det ligger i Östantarktis. Norge gör anspråk på området. Toppen på Botnfjellet är 2 750 meter över havet, eller 163 meter över den omgivande terrängen. Bredden vid basen är 3,2 km.
Terrängen runt Botnfjellet är varierad. Trakten är obefolkad. Det finns inga samhällen i närheten. 